# Жуковский сельсовет (Башкортостан)
Жуковский сельсовет — муниципальное образование в Уфимском районе Башкортостана.
Административный центр — село Жуково.

## История
Согласно Закону о границах, статусе и административных центрах муниципальных образований в Республике Башкортостан имеет статус сельского поселения.
В 2004 году в состав Уфы вошли деревни Ветошниково и Романовка.
Закон Республики Башкортостан от 17 декабря 2004 г. № 125-з «Об изменениях в административно-территориальном устройстве Республики Башкортостан, изменениях границ и преобразованиях муниципальных образований в Республике Башкортостан», статья 1. «Изменения в административно-территориальном устройстве Республики Башкортостан», п. 45, 46, 49, 54, 78 гласил:

45. Изменить границы Жуковского сельсовета Уфимского района, Уфимского района, города Уфы, Ленинского района города Уфы согласно представленной схематической карте, передав деревню Ветошниково Жуковского сельсовета Уфимского района в состав территории Ленинского района города Уфы.
46. Изменить границы Жуковского сельсовета Уфимского района, Уфимского района, города Уфы, Демского района города Уфы согласно представленной схематической карте, передав деревню Романовка Жуковского сельсовета Уфимского района в состав территории Демского района города Уфы.
49. Изменить границы Жуковского сельсовета Уфимского района, Уфимского района, города Уфы, Демского района города Уфы согласно представленной схематической карте, передав часть территории площадью 87 га Демского района города Уфы в состав территории Жуковского сельсовета Уфимского района.
54. Изменить границы следующих сельсоветов Уфимского района, Уфимского района, города Уфы, следующих территориальных единиц города Уфы согласно представленной схематической карте, передав часть территорий территориальных единиц города Уфы в состав территорий сельсоветов Уфимского района:
- 190 га Демского района города Уфы в состав территории Жуковского сельсовета Уфимского района;

78. Изменить границы Таптыковского и Жуковского сельсоветов Уфимского района согласно представленной схематической карте, передав часть территории площадью 1545 га Таптыковского сельсовета Уфимского района в состав территории Жуковского сельсовета Уфимского района.

## Население
| 2002  | 2009  | 2010  | 2012  | 2013  | 2014  | 2015  |
| ----- | ----- | ----- | ----- | ----- | ----- | ----- |
| 2389  | ↗2551 | ↗2666 | ↗2819 | ↗3133 | ↗3474 | ↗3854 |
| 2016  | 2017  | 2018  |       |       |       |       |
| ↗4345 | ↗4686 | ↗4922 |       |       |       |       |

## Состав сельского поселения
| № | Населённый пункт | Тип населённого пункта       | Население |
| - | ---------------- | ---------------------------- | --------- |
| 1 | Жуково           | село, административный центр | ↗4270     |
| 2 | Сергеевка        | деревня                      | ↗490      |
| 3 | Мысовцево        | деревня                      | ↘259      |
| 4 | Мармылево        | деревня                      | ↗232      |